# Psací potřeba

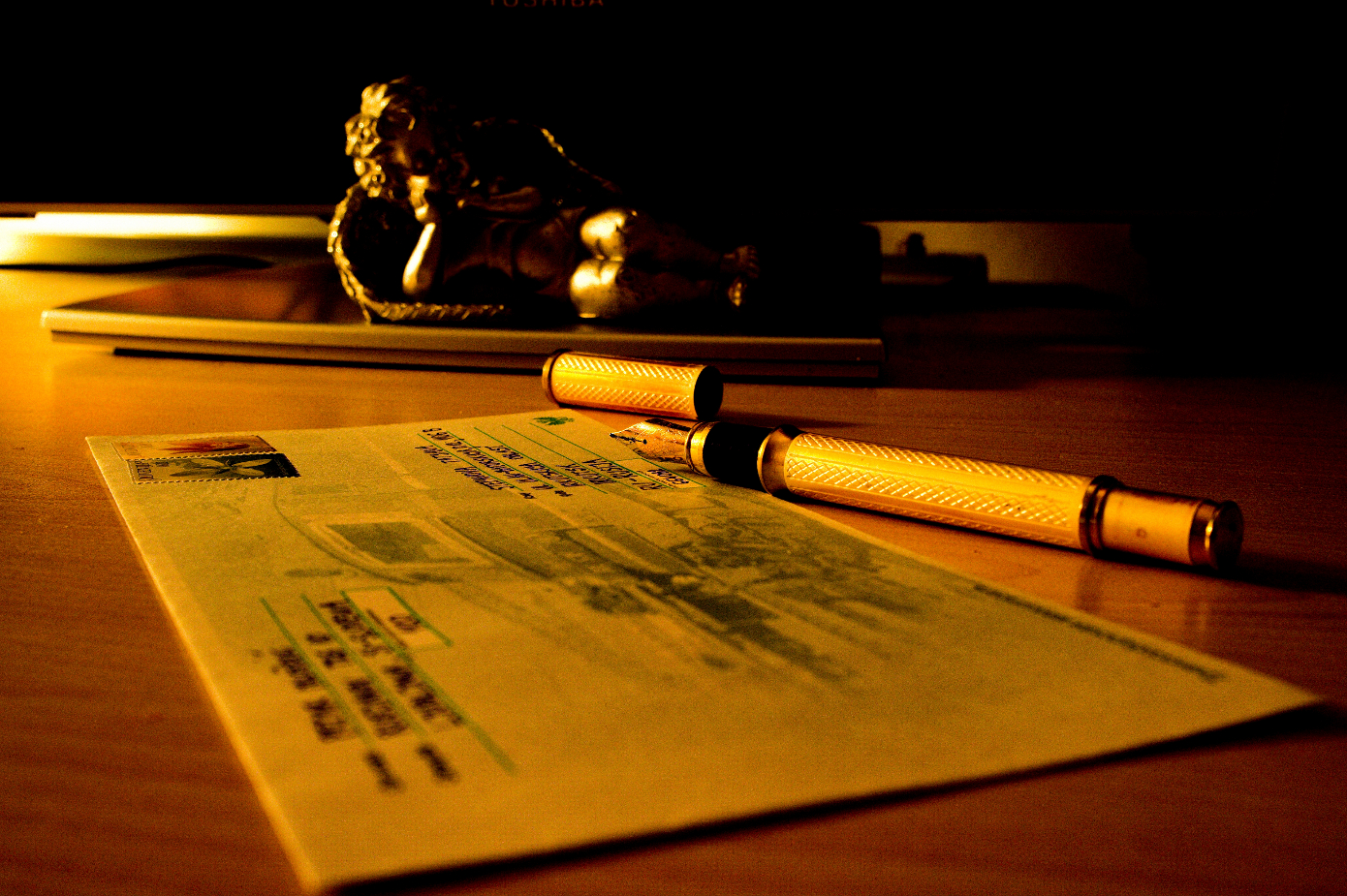
psací potřeby

Psací potřeba slouží k psaní. Obvykle jde o předmět, kterým se píše, psacím materiálem je např. inkoust, tuha, barva apod. Ovšem v pomocných vědách historických existuje souhrnný pojem „psací látky“, kterým se označují nejen látky, kterými je psáno, ale také podklad, na který se píše.

## Jednotlivé psací potřeby

### Ruční
Chronologicky:
- rákos
- štětec
- ptačí brk – zpravidla husí, ale užíval se též tetřeví, pštrosí či labutí
- olůvko
- tužka
- kovové pero (ocelové, plnicí)
- školní křída
- propisovací tužka
- zvýrazňovač
- popisovač
- mikrotužka
- sprejová barva – barva ve spreji

### Strojní
V dnešní době je ruční psaní nahrazováno velmi často psaním strojním, jedná se např. o tato zařízení:
- psací stroj
- razítko
- počítačová tiskárna
- knihtiskařský lis
- polygrafický stroj
- … apod.